# Peter Duren
Peter Larkin Duren (Nova Orleães, 30 de abril de 1935) é um matemático estadunidense, especialista em análise matemática conhecido pelas monografias e livros-texto que publicou.
Duren obteve o bacharelado em 1956 na Universidade Harvard e um PhD em 1960 no Instituto de Tecnologia de Massachusetts, orientado por Gian-Carlo Rota, com a tese Spectral theory of a class of non-selfadjoint infinite matrix operators. No pós-doutorado foi instrutor na Universidade Stanford. Na Universidade de Michigan foi em 1962 professor assistente, em 1966 professor associado, em 1969 professor e em 2010 professor emérito.
Duren esteve em 1968/1969 no Instituto de Estudos Avançados de Princeton, em 1975 foi professor visitante na Technion em Haifa, em 1964/1965 foi visiting scientist no Imperial College London e na Universidade Paris-Sul em Orsay, em 1982 foi professor visitante na Universidade de Maryland e em 1982/1983 no Instituto Mittag-Leffler, na Universidade Paris-Sule no Instituto Federal de Tecnologia de Zurique.
Em 1976/1977 foi editor-chefe do Michigan Mathematical Journal. Foi co-editor do American Mathematical Monthly e de um festschrift para Frederick Gehring.
Em 2012 foi eleito fellow da American Mathematical Society.

## Publicações selecionadas
- Invitation to classical analysis, American Mathematical Society 2012
- Harmonic maps in the plane, Cambridge University Press 2004
- with Alexander Schuster: Bergman Spaces, American Mathematical Society 2004[3]
- as editor with Richard A. Askey and Uta C. Merzbach: A century of mathematics in America, 3 vols., American Mathematical Society 1988 (Centenary of the AMS)[4]
- Univalent Functions, Grundlehren der mathematischen Wissenschaften, Springer Verlag 1983[5]
- Theory of {\displaystyle H^{p}}-Spaces, Academic Press 1970, Dover 2000